# Bodsjö landskommun

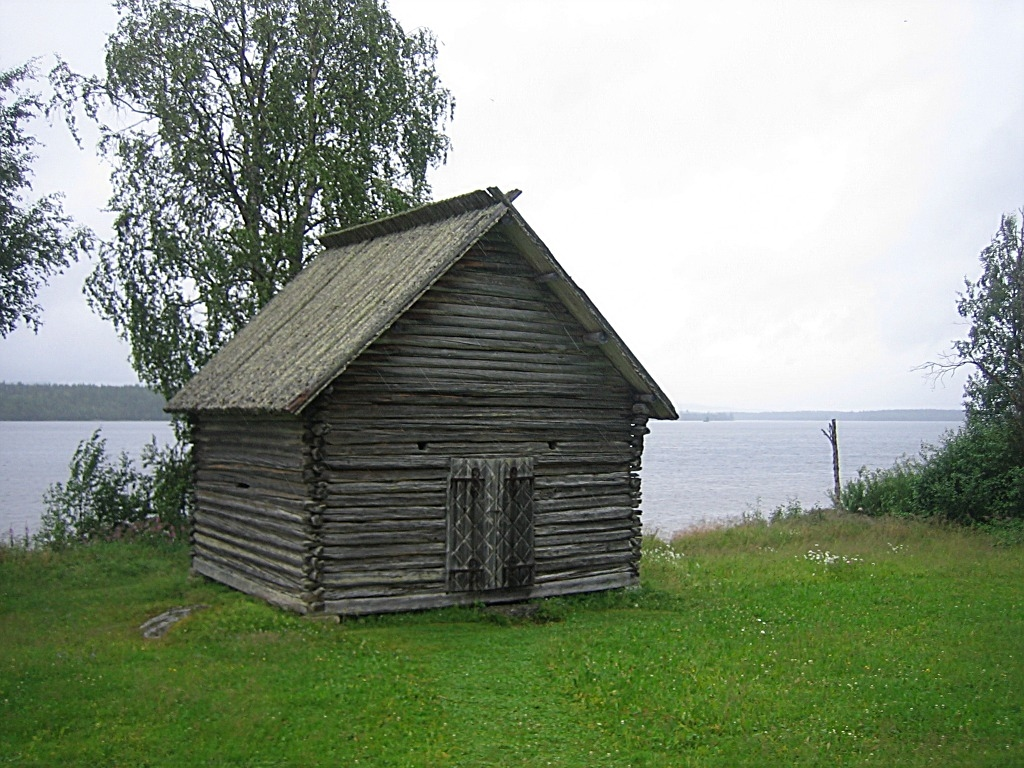
Boddas bönhus vid Bodsjö kyrka.

Bodsjö landskommun var en tidigare kommun i Jämtlands län.

## Administrativ historik
Bodsjö landskommun inrättades i Bodsjö socken i Jämtland när 1862 års kommunalförordningar trädde i kraft 1863. Den upphörde vid kommunreformen 1952, då den gick upp i Revsunds landskommun. Sedan 1974 tillhör området Bräcke kommun.

## Kommunvapen
Bodsjö landskommun förde inte något vapen.

## Politik

### Mandatfördelning i valen 1938-1946
| 10 | 5 |

| 15 |

| 11 | 4 |

| 15 |

| 12 | 3 |

| 15 |